# 白山権現

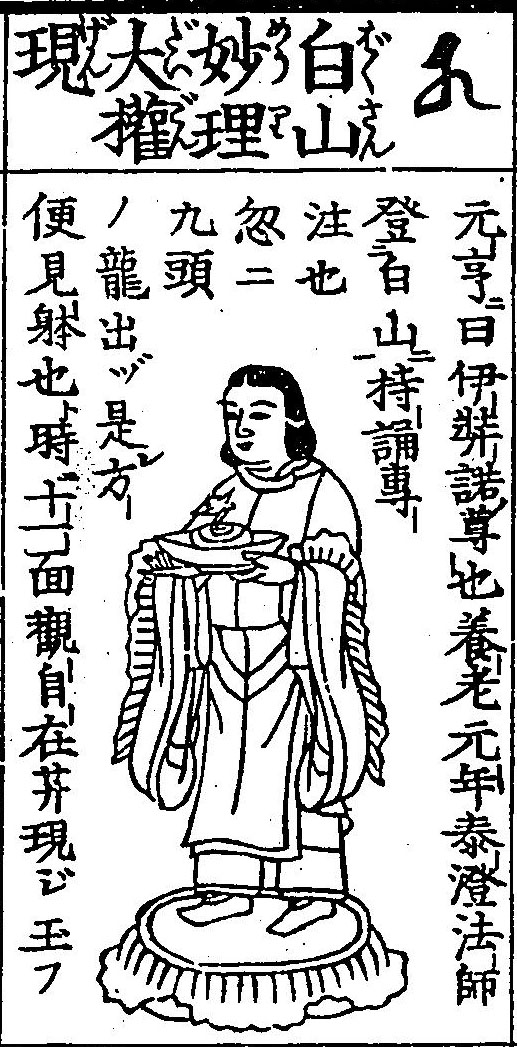
白山権現（仏像図彙）

白山権現（はくさんごんげん）は、白山の山岳信仰と修験道が融合した神仏習合の神であり、十一面観音菩薩を本地仏とする。白山大権現、白山妙理権現とも呼ばれた。神仏分離・廃仏毀釈が行われる以前は、全国の白山権現社で祀られた。

## 概要
717年（養老元年）修験者泰澄が加賀国（当時は越前国）白山の主峰、御前峰（ごぜんがみね）に登って瞑想していた時に、緑碧池（翠ヶ池）から十一面観音の垂迹である九頭龍王（くずりゅうおう）が出現して、自らを伊弉冊尊の化身で白山明神・妙理大菩薩と名乗って顕現したのが起源で、併せて白山修験場開創の由来と伝わる。
孤峰（別山）では聖観音菩薩の垂迹である宰官身の大行事権現が伊弉冊尊の神務輔佐の行事貫主として、大汝峰（おおなんじみね）では翁姿の大己貴命（大汝権現）が伊弉冊尊の神務輔弼として泰澄に顕われたと伝わり、泰澄に顕われた三神（白山妙理権現、大行事権現、大汝権現）を併せて白山三所権現と称する。さらには白山修験が隆盛すると、白山妙理権現の眷属として五王子権現も祀られた。
|            | 古称                         | 本地           |
| ---------- | ---------------------------- | -------------- |
| 三所権現   | 白山妙理権現                 | 十一面観音菩薩 |
| 三所権現   | 大行事権現（垂迹は菊理媛神） | 聖観音菩薩     |
| 三所権現   | 大汝権現（大己貴命）         | 阿弥陀如来     |
| 五王子権現 | 太郎王子                     | 不動明王       |
| 五王子権現 | 次郎王子                     | 虚空蔵菩薩     |
| 五王子権現 | 三郎王子                     | 地蔵菩薩       |
| 五王子権現 | 四郎王子（毘沙門天）         | 文殊菩薩       |
| 五王子権現 | 五郎王子                     | 弥勒菩薩       |

782年（延暦元年）日吉八王子山の麓に白山権現が顕われたと伝わり、858年（天安2年）比叡山延暦寺にも勧請されて山王七社の客人宮で祀られた。

### 神仏習合と分離
白山頂上本社と白山寺白山本宮は本地と垂迹の関係で、神道としては白山権現は伊弉冊尊であり、両神が即ち白山比咩神（しらやまひめのかみ）であった。しかし、1480年（文明12年）白山寺白山本宮が加賀一向一揆の攻撃で焼失して三ノ宮に移転して同座したが、吉田神道の『大日本国一宮記』に「白山比咩神社、下社（本宮）伊弉冊尊、上社（三ノ宮）菊理媛、号白山権現」と記されたため、この記載にある上社を移転先の三ノ宮ではなく白山頂上本社と誤認して、菊理媛神を白山比咩神や白山権現とする異説が流布し始めるに至った。
明治維新による神仏分離・廃仏毀釈によって、修験道に基づく白山権現は廃された。三馬場のうち、加賀国の白山寺白山本宮は廃寺となり、白山比咩神社に強制的に改組された。越前国の霊応山平泉寺も同様に廃寺となり、平泉寺白山神社に強制的に改組された。美濃国の白山中宮長滝寺は廃寺は免れたものの、長滝白山神社と天台宗の長瀧寺に強制的に分離された。
全国の白山権現社の多くは、菊理媛神を祭神とする神道の白山神社となっている。

## 白山権現を祀る寺院
少数ではあるが、廃仏毀釈を免れて現在でも白山権現を祀る寺院が存在する。
- 自生山那谷寺（石川県小松市）
- 深雪山上醍醐寺（京都府京都市）
- 書写山円教寺（兵庫県姫路市）
- 金獅峰大乗寺（石川県金沢市）
- 医王山毛越寺（岩手県平泉町）
- 白部山慶性院（東京都東大和市）

曹洞宗大本山永平寺においても一年に一度雲水（修行僧）による白山登山が行われ白山頂上において法要が行われている。また登山とはいうが、登山口より頂上まで雲水スタイルで修行僧が走り抜ける姿は一般の登山客を驚かせている。

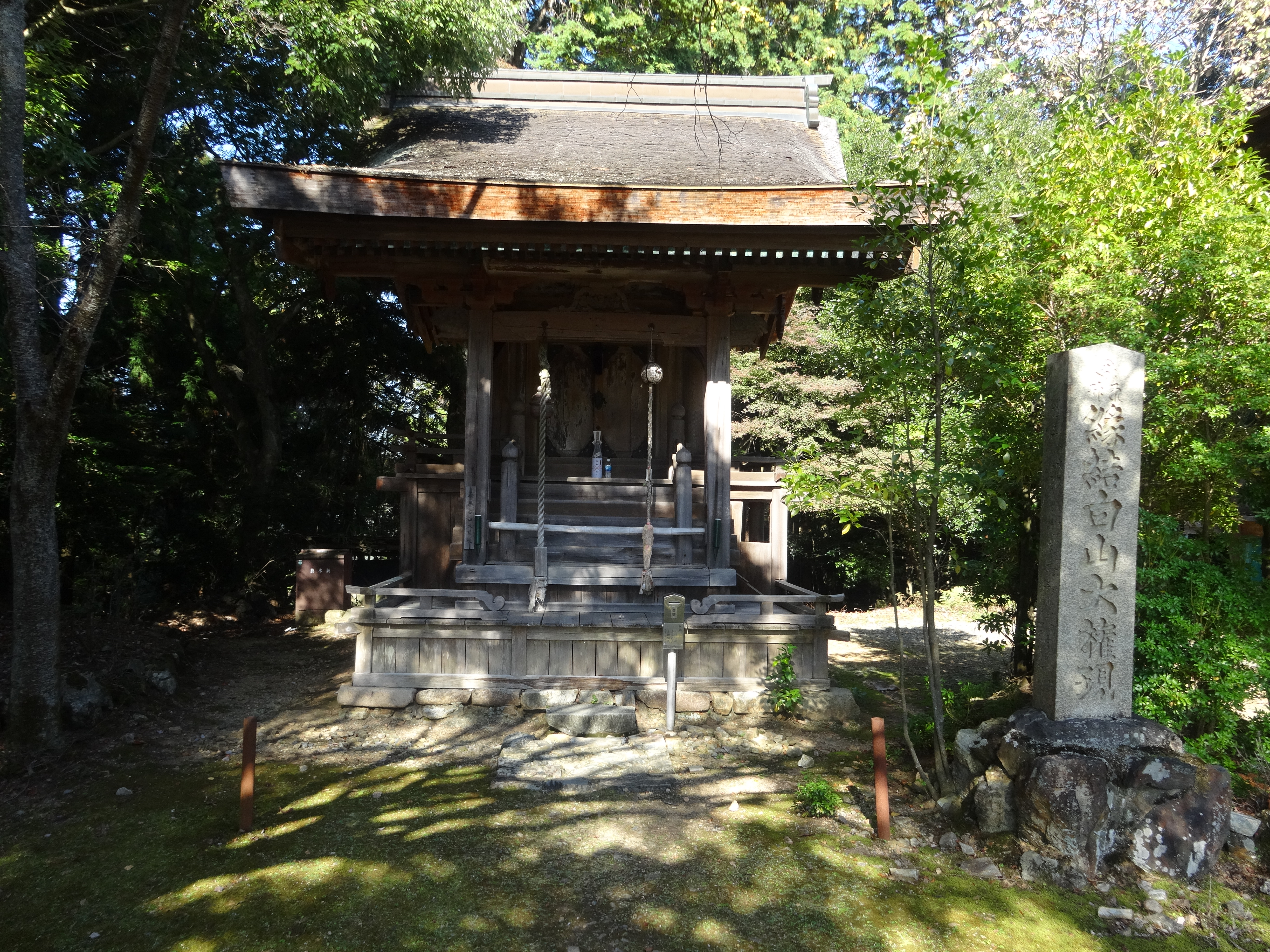
縁結白山大権現（醍醐寺・上醍醐）
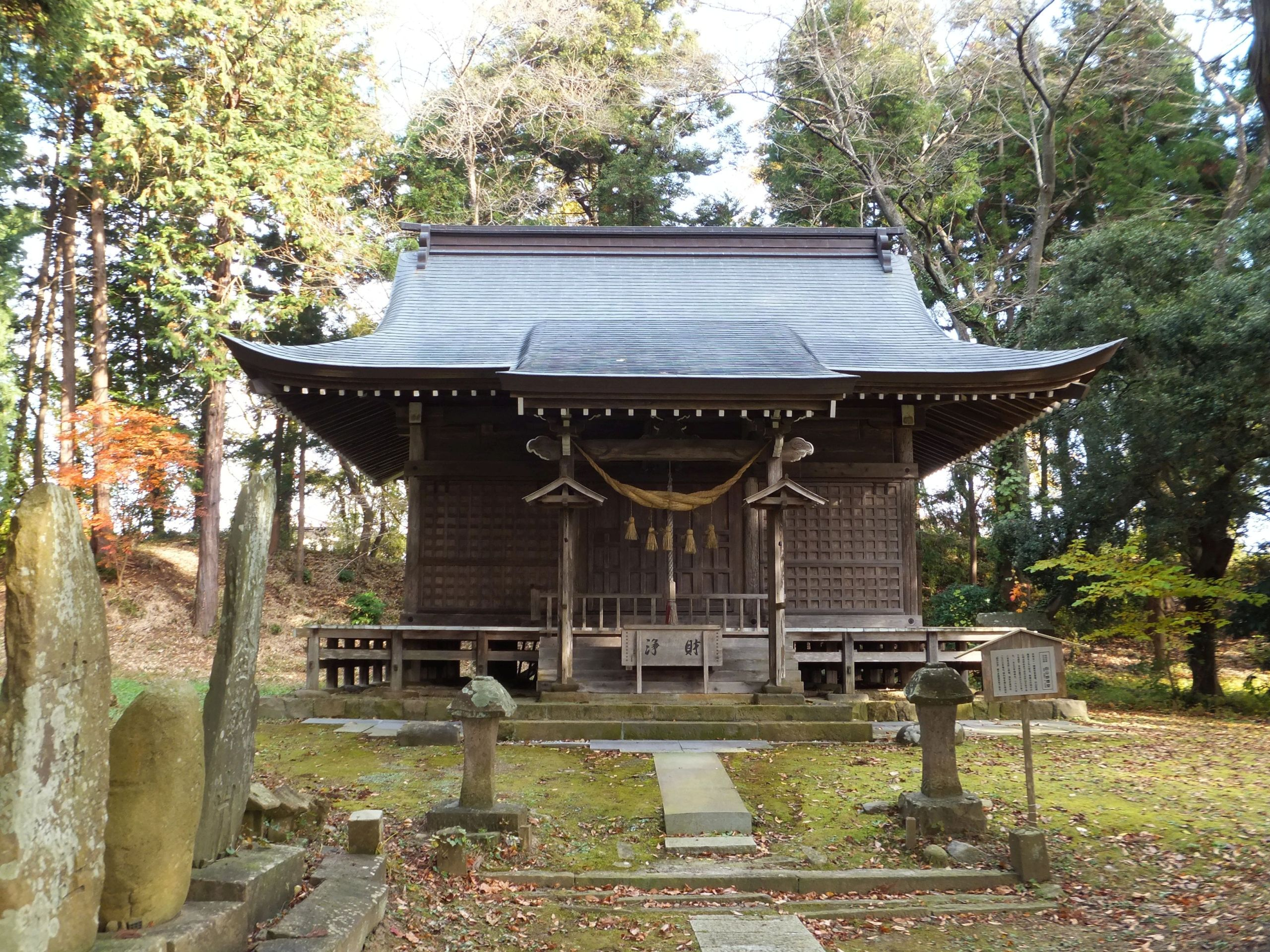
白山妙理堂[9]（岩手県平泉町）

## 真言
本地仏である十一面観音菩薩の真言を唱えることもある。
- オン　マカ　キャロニキャ　ソワカ（Oṃ mahā kāruṇika svāhā）

日本語訳すれば、「オーン、大悲なる御方よ　スヴァーハー」という意味になる。

## その他
浄瑠璃や文楽で誓いの言葉として使われる「愛宕白山」は、愛宕権現と白山権現を指す。